# Binyamina
Binyamina (en hebreu: בנימינה) és un dels dos nuclis de població que formen el consell local de Binyamina-Guivat Ada, al districte de Haifa d'Israel. Es troba entre Haifa i Netanya, molt a prop de la costa mediterrània.
El poble fou fundat el 1922, i rep el nom del baró Edmond Benjamin de Rothschild. El jaciment arqueològic de Cesarea de Palestina es troba a l'oest de la vila. El 2004 hi havia uns 8.400 habitants, la majoria dels quals jueus; tanmateix, hi havia dues famílies samaritanes originàries d'Holon. Binyamina és coneguda per la producció de vi i mel, i és el lloc de naixement del compositor Ehud Manor i del primer ministre israelià Ehud Olmert.